# Golfplatz Société du Sport Compiègne
Der Golfplatz Société du Sport Compiègne war ein Golfplatz in der französischen Stadt Compiègne.
Während der Olympischen Sommerspiele 1900 in Paris wurden auf dem Golfplatz die ersten olympischen Golfturniere der Geschichte ausgetragen. Die Anlage verfügte damals über neun Löcher.
Später wurde der Platz erweitert und es gab vier verschiedene Kurse mit 18 Löchern. Wegen finanziellen Problemen wurde der Platz zunächst wieder auf 9 Löcher verkleinert, ehe er im Februar 2017 komplett geschlossen wurde. Inzwischen ist der Platz zu einer Pferderennbahn umfunktioniert worden.